# Largo pour violoncelle et piano
Largo pour violoncelle et piano en la mineur is een compositie van Albert Roussel. Het is waarschijnlijk een jeugdwerk van deze Franse componist, datering ontbreekt. Het werk is nooit in drukvorm verschenen.